# That'll Be the Day
"That'll Be the Day" é uma canção escrita por Buddy Holly e Jerry Allison. Foi gravada pela primeira vez por Buddy Holly e Three Tunes em 1956 e foi regravada em 1957 por Holly e sua nova banda, os Crickets. A gravação de 1957 obteve amplo sucesso. O produtor de Holly, Norman Petty, foi creditado como co-escritor, embora ele não tenha contribuído para a composição.
Muitas outras versões foram registradas, e esta foi a primeira música gravada (como disco de demonstração) pelo Quarrymen, o grupo skiffle que evoluiu para os Beatles.
A gravação de 1957 foi certificada como ouro (para mais de um milhão de vendas nos EUA) pela Associação da Indústria de Gravação da América (RIAA) em 1969. Também foi introduzido no Grammy Hall of Fame, em 1998, e foi colocada no National Recording Registry, uma lista de gravações sonoras que são "culturais, históricas ou esteticamente importantes, e/ou informam ou refletem a vida nos Estados Unidos", em 2005. Esteve presente na lista das 500 melhores canções de todos os tempos da revista Rolling Stone.

## Ideia
Em junho de 1956, Holly, Allison e Sonny Curtis foram ver o filme The Searchers, estrelado por John Wayne, no qual Wayne usou repetidamente a frase "esse será o dia" ("that'll be the day"). Esta linha de diálogo inspirou os jovens músicos.